# Jan Cimanowski
Jan Cimanowski (ur. 19 marca 1937 w miejscowości Dołgie w województwie wileńskim, zm. 15 maja 2019 w Skierniewicach) – polski naukowiec, profesor nauk rolniczych, senator IV kadencji, specjalista w zakresie ogrodnictwa.

## Życiorys
Syn Antoniego i Franciszki. Ukończył studia na Wydziale Ogrodnictwa Szkoły Głównej Gospodarstwa Wiejskiego. Uzyskał stopnie doktora i doktora habilitowanego. W 1988 otrzymał tytuł naukowy profesora nauk rolniczych. Specjalizował się w zakresie ogrodnictwa i fitopatologii. Pracował m.in. w Instytucie Sadownictwa i Kwiaciarstwa (obecnie im. Szczepana Pieniążka, był kierownikiem Pracowni Fitopatologii i zastępcą dyrektora ds. naukowych), był też członkiem Komitetu Ochrony Roślin Polskiej Akademii Nauk (od 1994). Zaangażowany w działalność Polskiego Towarzystwa Fitopatologicznego oraz organizacji katolickich, w tym Stowarzyszenia Rodzin Katolickich.
Był senatorem IV kadencji z ramienia Akcji Wyborczej Solidarność, wybranym w województwie skierniewickim. Przewodniczył Komisji Nauki i Edukacji Narodowej. Przystąpił do Ruchu Społecznego AWS. W 2001 bez powodzenia ubiegał się o reelekcję z ramienia Bloku Senat 2001. Pozostał aktywny w polityce – był przewodniczącym rady głównej partii Rodzina-Ojczyzna, a w 2010 bez powodzenia kandydował z ramienia lokalnego komitetu na radnego Skierniewic.
W 1979 został odznaczony Złotym Krzyżem Zasługi.
Pochowany na cmentarzu komunalnym w Skierniewicach.